# 高石本線料金所
高石本線料金所（たかいしほんせんりょうきんじょ）は、大阪府高石市高砂にかつてあった阪神高速道路4号湾岸線の本線料金所。神戸･大阪市内（天保山）方面のみに設置されていた。泉大津PAが完成するまでは高石ミニPAが併設されていた。
当料金所は2020年（令和2年）3月8日午前0時をもって運用を終了し、撤去された（同時に助松北行料金所が新設）。跡地には2021年（令和3年）3月30日に高石PA（北行きのみ）が供用開始された。

## 道路
- 阪神高速4号湾岸線

## 料金所

### 天保山・南港方面
- ブース数：7
  - ETC専用：4（時間帯や混雑等によってはETC/一般）
  - 一般：3

## 隣
阪神高速4号湾岸線
(4-09)浜寺出入口 - 高石TB（廃止）/高石PA（北行のみ） - (4-10)高石出入口